# سمير أبو النيل (فلم)
سمير أبو النيل هو فيلم كوميدي مصري إنتاج عام 2013، بطولة الفنان أحمد مكي، نيكول سابا، حسين الإمام، محمد لطفي. ومن تأليف أيمن بهجت قمر وإخراج عمرو عرفة.

## القصة
في إطار كوميدي تدور أحداث الفيلم حول الشاب البخيل سمير أبو النيل (أحمد مكي) الذي يقطن بحي شعبي ونتيجة لبخله الشديد تقع له العديد من المفارقات والمشاكل مع أهل منطقته، ويزيد من كرههم له سوء معاملته لهم، وبين ليلة وضحاها يمرض ابن عمه (حسين الإمام) ويقرر أن يترك ثروته لسمير الذي يستغل ذلك ويقوم بإنشاء قناة فضائية يناقش فيه أحواله وعلاقاته بأصدقائه وأهل منطقته... تتوالى الأحداث في سياق كوميدي بعد إنشاء حزب سياسي يدعو له المواطنين.

## الممثلين
- أحمد مكي: سمير أبو النيل
- نيكول سابا: ليلي
- حسين الإمام: حسين أبو النيل
- محمد لطفي: أشرف
- دينا الشربيني: عبلة الصحفية
- إدوارد: محمد
- بدرية طلبة: عبير
- نهير أمين: خالة سمير
- يوسف عيد: إبراهيم الفوال
- حسن عبد الفتاح: صاحب الكشك
- منة شلبي (ضيف شرف)
- علاء مرسي: الحاج شكري أبو النيل
- سعيد طرابيك: فرج
- عبد الله مشرف: مدير نادي النيل
- عفاف رشاد: مدام نانا
- إيمان السيد
- رامز جلال: حسام مدبولى

## روابط خارجية
- مقالات تستعمل روابط فنية بلا صلة مع ويكي بيانات